# Luigi Bertoldi
Luigi Bertoldi (San Candido, 31 gennaio 1920 – Verona, 17 dicembre 2001) è stato un politico italiano.

## Biografia
Deputato del Partito Socialista Italiano eletto nel collegio di Verona, rimase in carica per cinque legislature consecutive, dal 1958 al 1979. Fu nominato due volte Ministro del lavoro e della previdenza sociale: nei governi Rumor IV e V, rimanendo in carica dal 7 luglio 1973 fino al 23 novembre 1974. 
Morì nel dicembre 2001 all'età di 81 anni.